# William Houston (Politiker)
William Churchill Houston (* um 1746 im Sumter County, Province of South Carolina; † 12. August 1788 in Frankford, Pennsylvania) war ein US-amerikanischer Politiker. Zwischen 1779 und 1781 sowie nochmals in den Jahren 1784 und 1785 war er Delegierter für New Jersey im Kontinentalkongress.

## Werdegang
William Houston erhielt eine klassische Ausbildung. Im Jahr 1768 absolvierte er das Princeton College, die spätere Princeton University. Anschließend gehörte er dort zwischen 1769 und 1783 dem Lehrkörper an. In den 1770er Jahren schloss er sich der Revolutionsbewegung an. Während des Unabhängigkeitskrieges war er Mitglied der Miliz von New Jersey. In den Jahren 1775 und 1776 war er als Deputy Secretary für den Kontinentalkongress tätig. In New Jersey war er Mitglied einiger revolutionärer Ausschüsse wie dem Sicherheitsausschuss oder dem New Jersey Provincial Congress. Zwischen 1777 und 1779 saß Houston in der New Jersey General Assembly. Von 1779 bis 1781 sowie nochmals von 1784 bis 1785 vertrat er New Jersey als Delegierter im Kontinentalkongress.
Nach einem Jurastudium und seiner 1781 erfolgten Zulassung als Rechtsanwalt begann er in Trenton in diesem Beruf zu arbeiten. Zwischen 1782 und 1785 war er auch für die damalige Finanzbehörde als Receiver of Continental Taxes tätig. Außerdem bekleidete er zwischen 1781 und 1788 das Amt des Clerk of the Supreme Court of New Jersey. 1786 war Houston Delegierter zur Annapolis Convention, auf der über die Handelsschranken zwischen den ehemaligen Kolonien und nun selbständigen Staaten beraten wurde. Ein Jahr später nahm er auch an der Philadelphia Convention teil, auf der die Verfassung der Vereinigten Staaten ausgearbeitet wurde. Allerdings konnte er dieses Mandat nur für eine Woche ausüben, dann musste er aus gesundheitlichen Gründen seine dortige Mitarbeit aufgeben. Er starb am 12. August 1788 in Frankford, einem heutigen Stadtteil von Philadelphia, an Tuberkulose.